# Eriogonum reniforme
Eriogonum reniforme là một loài thực vật có hoa trong họ Rau răm. Loài này được Torr. & Frém. mô tả khoa học đầu tiên năm 1845.